# Love Removal Machine
Love Removal Machine is een nummer van de Britse rockband The Cult uit 1987. Het is de eerste single van hun derde studioalbum Electric.
Volgens zanger Ian Astbury is het nummer beïnvloed door AC/DC doordat Rick Rubin, producer van het nummer en het bijbehorende album, elke dag naar Back in Black luisterde. Daarnaast wordt het nummer ook wel vergeleken met Start Me Up van The Rolling Stones. "Love Removal Machine" werd in een aantal landen een bescheiden hit. Het nummer bereikte de 18e positie in het Verenigd Koninkrijk. In de Nederlandse Top 40 bereikte het de 32e positie.
Muziekzender VH1 riep het nummer uit tot het 74e beste hardrocknummer aller tijden.

## Tracklijst
Dubbele 7"
1. "Love Removal Machine"
2. "Wolf Child's Blues"
3. "Conquistador"
4. "Groove Co"

7"
1. "Love Removal Machine"
2. "Wolf Child's Blues"

12"
1. "Love Removal Machine (extended)"
2. "Love Removal Machine"
3. "Wolf Child's Blues"
4. "Conquistador"
5. "Groove Co"

Cassette
1. "Love Removal Machine"
2. "Wolf Child's Blues"
3. "Conquistador"
4. "Groove Co"
5. "Love Removal Machine" (extended)